# ابن گرشوم
ابن گرشوم(عبری:לוי בן גרשום) که در مغرب‌زمین گرسونیدس خوانده می‌شود؛ فیلسوف، اخترشناس، خاخام و مفسر یهودی در قرن سیزدهم و چهاردهم میلادی بود که در فرانسه می‌زیست؛ او همچون ابن‌میمون، عالم به هلاخا شریعت یهود بود.

## آثار
از میان آثار علمی‌اش رساله نجوم مهم‌ترین است. او در این تحقیق از زوایای مختلفی دیدگاه‌های اخترشناسی و هیئت بطلمیوس را مورد انتقاد قرار داده؛ با تکیه بر مشاهدات نجومی خودش به ده خورشیدگرفتگی و ماه‌گرفتگی و نزدیک به صد رویداد نجومی که خود رصد کرده بود، اشاره کرده‌است. علاوه بر این، او روش ساختن و استفاده از باکولوس یاکوب را که فرد را قادر می‌سازد تا فاصله زاویه‌ای میان ستارگان و سیارگان را اندازه بگیرد، بررسی کرده‌است.
ابن گرشوم در فاصله سال‌های ۱۳۲۵ تا ۱۳۳۸ میلادی، تفسیری بر تورات و تنخ یهودی نوشت که مطابق با ماهیت کتاب‌هایی که به آن‌ها می‌پرداخت، روش‌های متفاوتی را به کار می‌گرفت.
ابن گرشوم علاوه بر این تفاسیر، تحقیقاتی فلسفی در مورد تفاسیر کوتاه و تفاسیر متوسط ابن رشد نوشت. یک مجموعه اشعار، یک اعتقادنامه، نوشته‌ای در مورد جشن پوریم، دو جوابیه مسائل دینی، تفسیری بر رساله براخوت، نگاشت.
تکمیل برجسته‌ترین اثر فلسفی ابن گرشوم، یعنی جنگ‌های خدا، دوازده سال به طول انجامید و در سال ۱۳۲۹به پایان رسید. این کتاب ابن گرشوم دربارهٔ آخرت‌شناسی یهودی، به زبان‌های بسیاری از جمله انگلیسی، آلمانی، فرانسه، لاتین، ژاپنی و عربی ترجمه شده‌است.